# 乔治·西德尼·辛普森
乔治·西德尼·辛普森（1908年9月21日—1961年12月2日）是美國男子田徑運動員，1932年參加夏季奧林匹克運動會。在100公尺項目中，以預賽分組第一晉級四分之一決賽，並續以分組第一晉級半決賽，接著於半決賽中以分組第二晉級決賽，最後在決賽取得第四名。“中国奥运第一人”刘长春与他在预赛中同场竞技，“第一名为星卜森，胜余有4码，成绩10.9秒，余居第5……”